# Hans Franz Nägeli
Pour les articles homonymes, voir Nägeli.
Hans Franz Nägeli, né vers 1497 à Aigle et mort le 9 janvier 1579 à Berne, est un homme politique, un militaire et un diplomate suisse.

## Biographie
Hans Franz Nägeli naît à Aigle (alors sous bailliage bernois) vers 1497. Originaire de Berne, il est le fils d'Elisabeth Sumer (ou Sommer) et de Hans Rudolf Nägeli et le frère de Sebastian Nägeli et de Hans Rudolf Nägeli II, qui deviendront respectivement bailli de Lausanne et de Thonon.

### Carrière politique
Il devient membre du Grand Conseil bernois en 1522 et du Petit Conseil de 1529 à 1578. En parallèle, il est l'Avoyer de Berthoud entre 1525 et 1529, puis le trésorier (entre 1533 et 1540) et l'Avoyer de Berne de 1540 à 1568.
Il soutient la Réforme protestante dès 1529, notamment à Morat, Neuchâtel, Payerne et Avenches, et se bat contre l'anabaptisme.

### Carrière militaire
Il est au service du pape Paul III avec 300 Bernois en 1521. Capitaine des troupes bernoises en 1531 lors de la seconde guerre de Musso, Nägeli déloge le condottiere Gian Giacomo de Médicis de la Valteline.
En 1531 toujours, Berne ayant basculé dans le protestantisme trois ans auparavant, Nägeli, basé à Aigle avec 2 000 soldats, couvre la frontière avec le Valais catholique lors de la seconde guerre de Kappel.
En 1536, il est nommé commandant en chef de l'armée bernoise lors du blocus de Genève par le duc de Savoie Charles II. À la tête de 6 000 soldats, il pénètre dans le Pays de Vaud savoyard le 22 janvier 1536. Dans un premier temps, jusqu'au 26 février, il occupe presque sans combattre Moudon, Nyon et le Pays de Gex avant de libérer Genève et de prendre Morges, Orbe et Yverdon. Durant la période du 20 mars au 21 avril, il s'empare de Chillon (libérant ainsi le patriote genevois François Bonivard qui y était retenu prisonnier) avant de prendre Lausanne.
Au nom des Conseils, il installe en mai 1536 les premiers baillis bernois, dont ses frères Sebastian Nägeli à Lausanne et Hans Rudolf Nägeli à Thonon.

### Carrière diplomatique

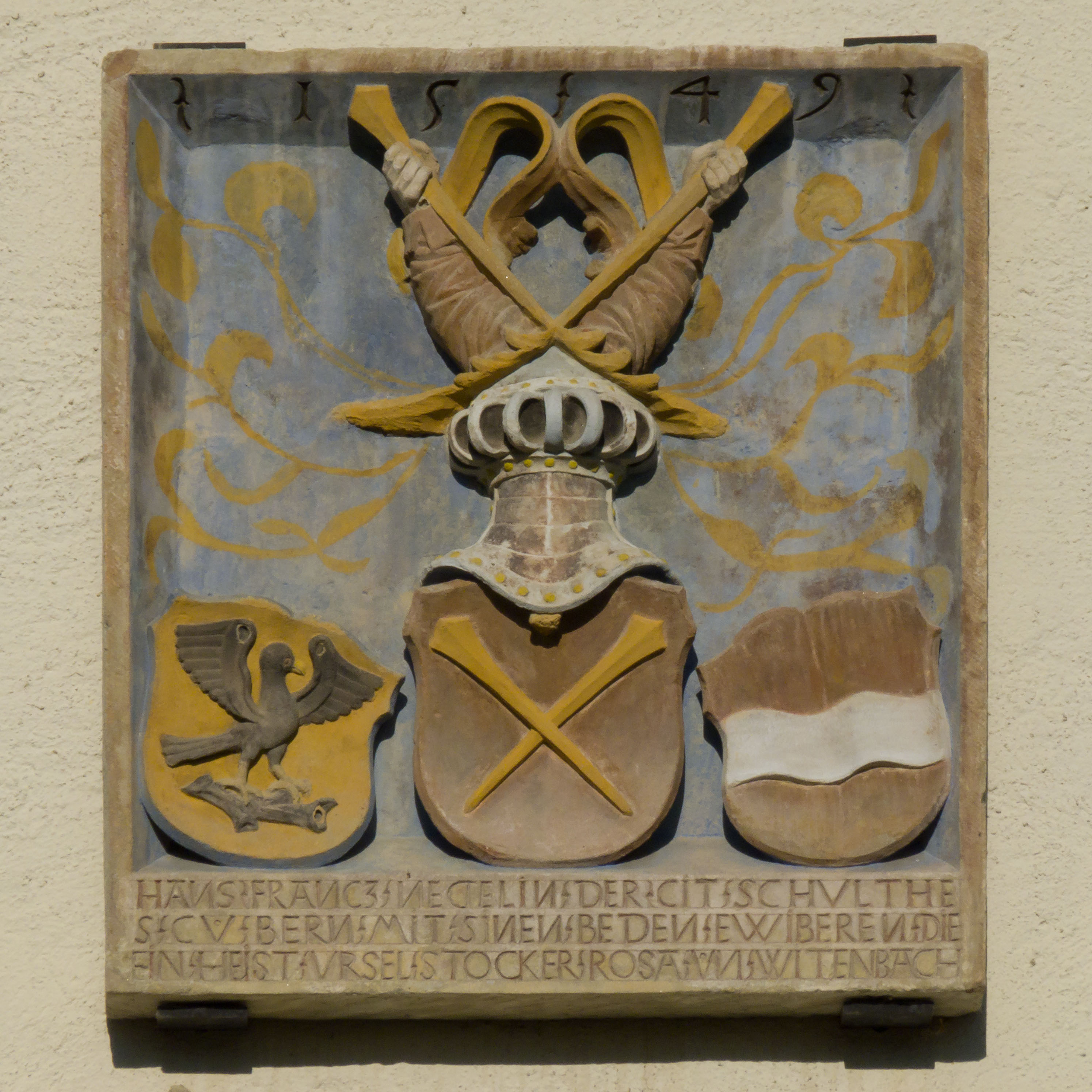
Armoiries de Hans Franz Nägeli et de ses deux épouses, sur l'annexe qu'il a construite en 1549 au château de Bremgarten.

Comme diplomate, Hans Franz Nägeli s'occupe de la médiation entre Genève et la Savoie et remplit des missions à la Diète, auprès des cantons catholiques et auprès de François Ier à Paris en 1537 et à Genève. Il participe aux pourparlers de paix de Lausanne en 1563 et 1564, à l'issue desquels Berne rend le Pays de Gex et Thonon à la Savoie.

### Vie privée
Il épouse en 1524 Ursula Stokar (ou Stockar), de Schaffhouse, avec laquelle il aura 15 enfants. À sa mort, en 1545, il épouse en secondes noces Rosina Wyttenbach, avec laquelle il aura 5 enfants,.
Catholique de naissance, il se convertit au protestantisme en 1526.
Il possède deux maisons à Berne, dont une dans une ruelle renommée depuis Nägeligasse (ruelle de Nägeli en allemand), et des biens immobiliers dans le Pays de Vaud. Il est Seigneur de Münsingen (dont il construit le château en 1550) et, dès 1545, de Bremgarten,.